# Iglesia de San Juan (Helsinki)

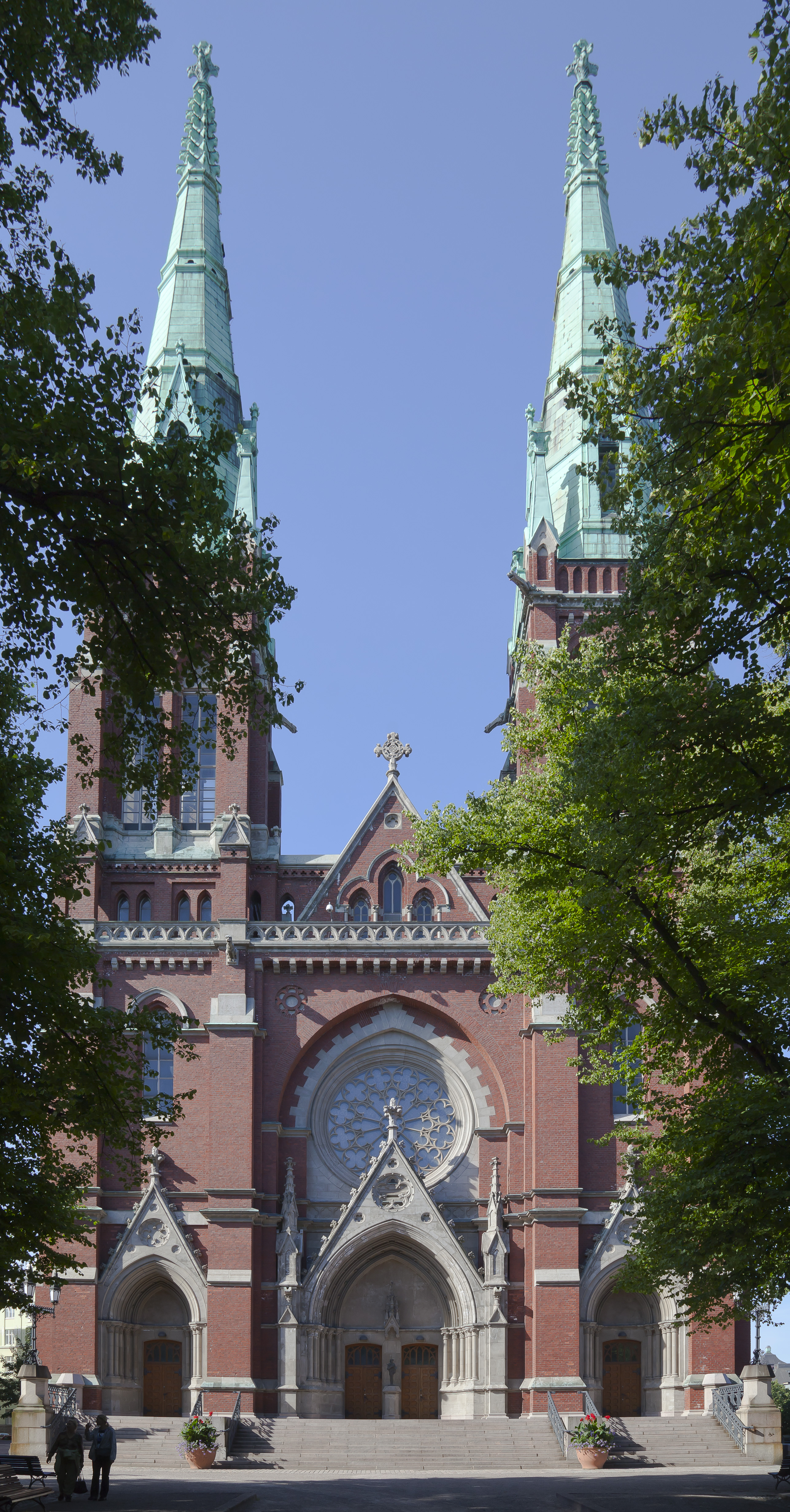
Vista frontal.

La iglesia de San Juan (en finés: Johanneksenkirkko, en sueco: Johanneskyrkan) de Helsinki,  es una iglesia luterana de estilo neogótico. Es la iglesia de piedra más grande de Finlandia por capacidad de personas sentadas.
Situada en el distrito de Ullanlinna de Helsinki, capital del país, la iglesia se construyó entre 1888 y 1891. Fue la tercera iglesia luterana en Helsinki y en la actualidad sigue siendo la de mayor tamaño. Las torres gemelas tienen 74 metros de altura y la iglesia puede acoger a 2600 personas sentadas. Gracias a una acústica excelente, en la iglesia se organizan a menudo conciertos y otros eventos, además de misas y oficios. El retablo del altar muestra la conversión de Pablo de Tarso en una pintura llamada Una revelación divina , obra de Eero Järnefelt, cuñado de Jean Sibelius. El órgano mayor de la iglesia fue construido por el gran organero alemán Walcker Orgelbau en 1891. El primer organista titular fue el compositor Oskar Merikanto. Desde 2018, la iglesia también posee un órgano de coro de estilo romántico inglés, construido por la fábrica finlandesa Veikko Virtanen.
La iglesia está situada en una colina que durante siglos había sido lugar de las tradicionales hogueras de la Víspera de San Juan (midsommar en sueco, juhannus en finés).

## Galería de imágenes

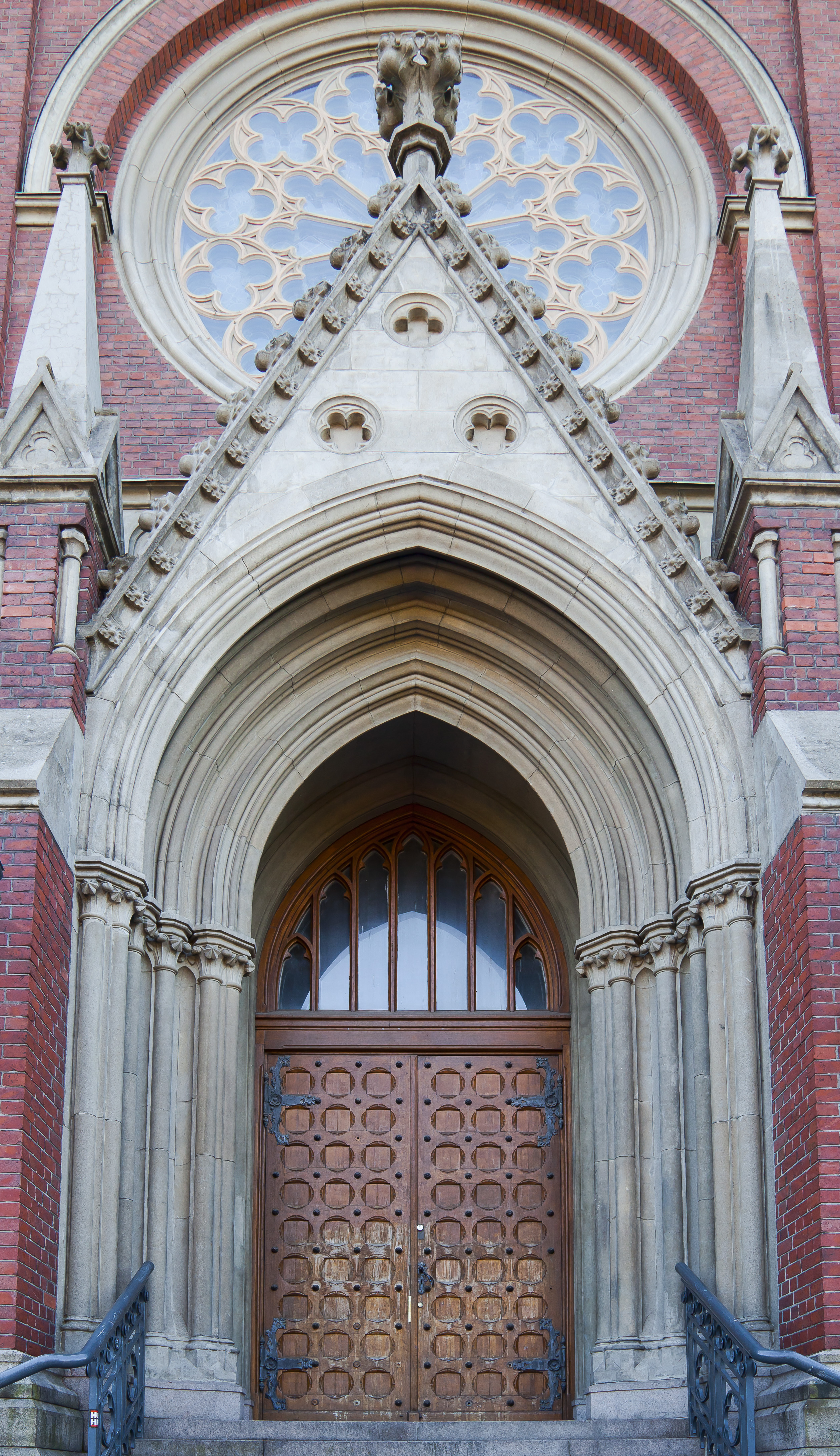
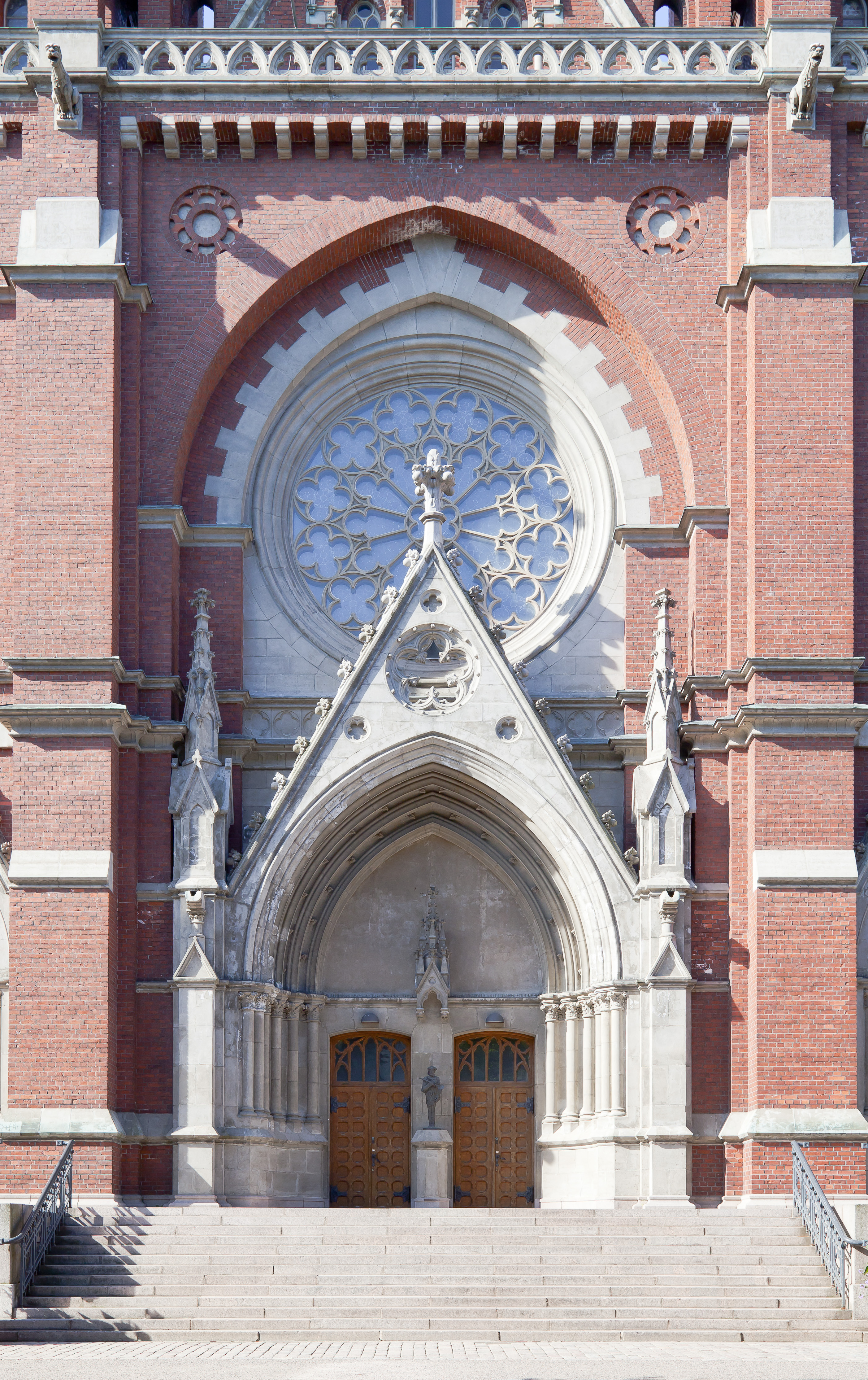
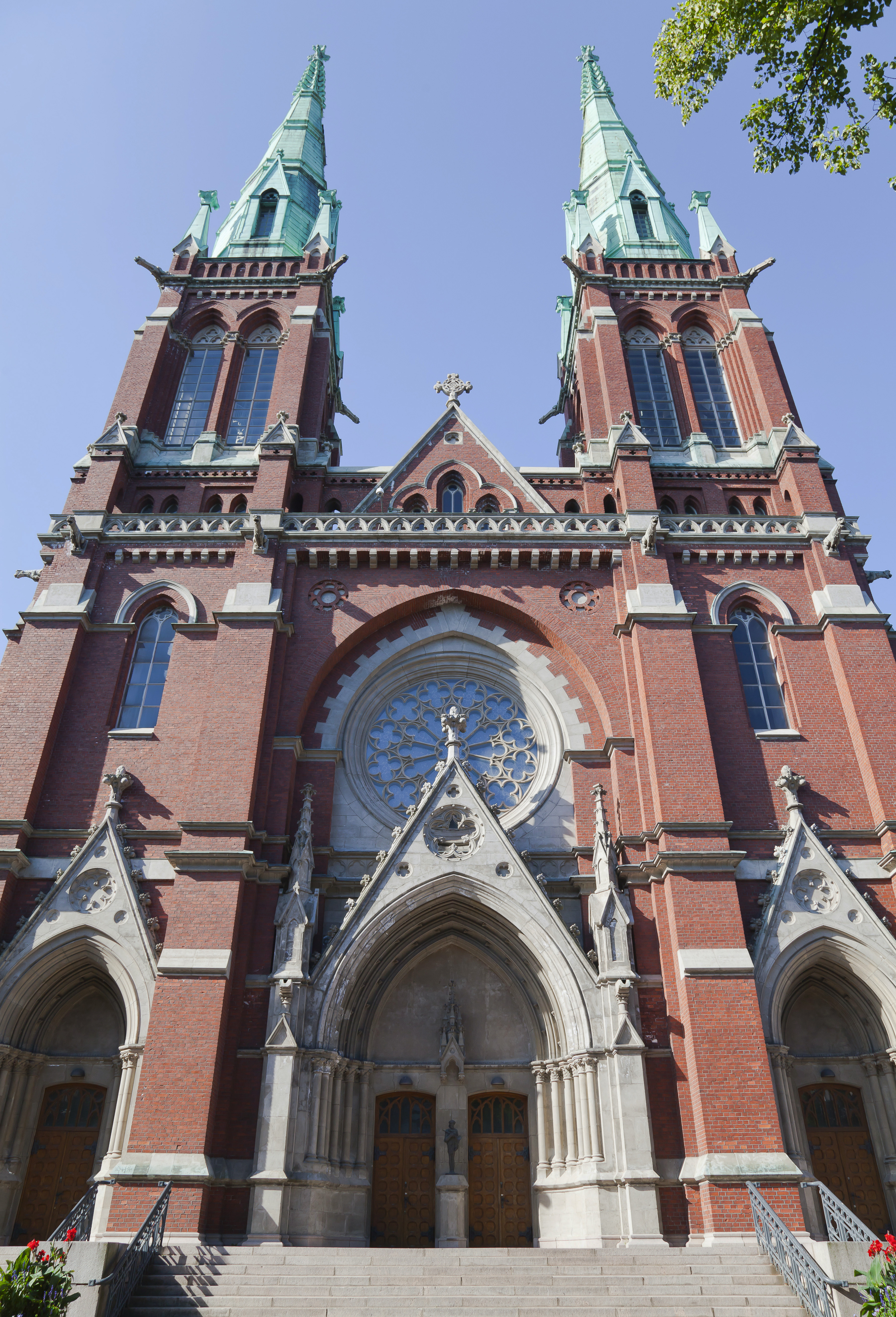
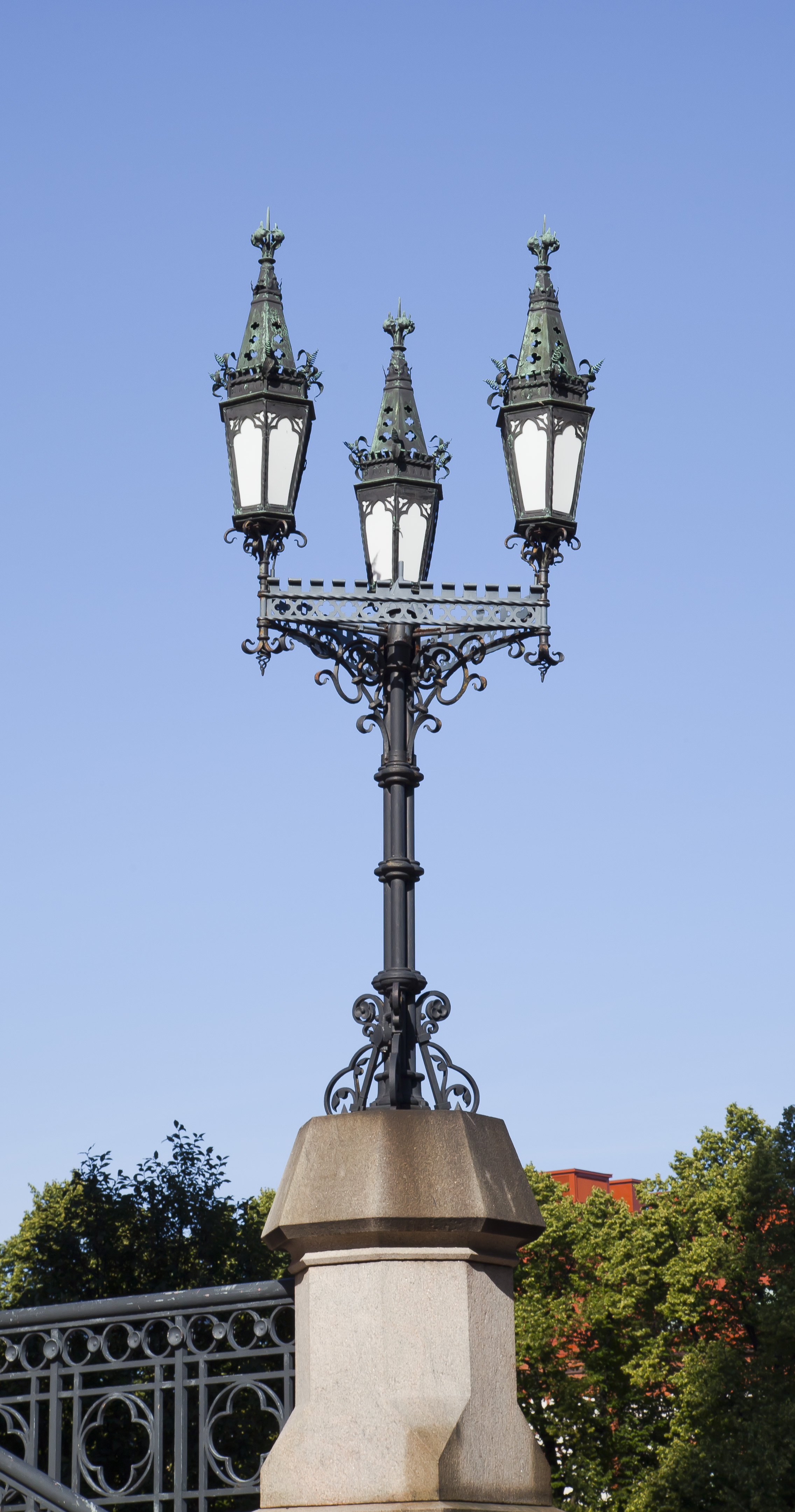
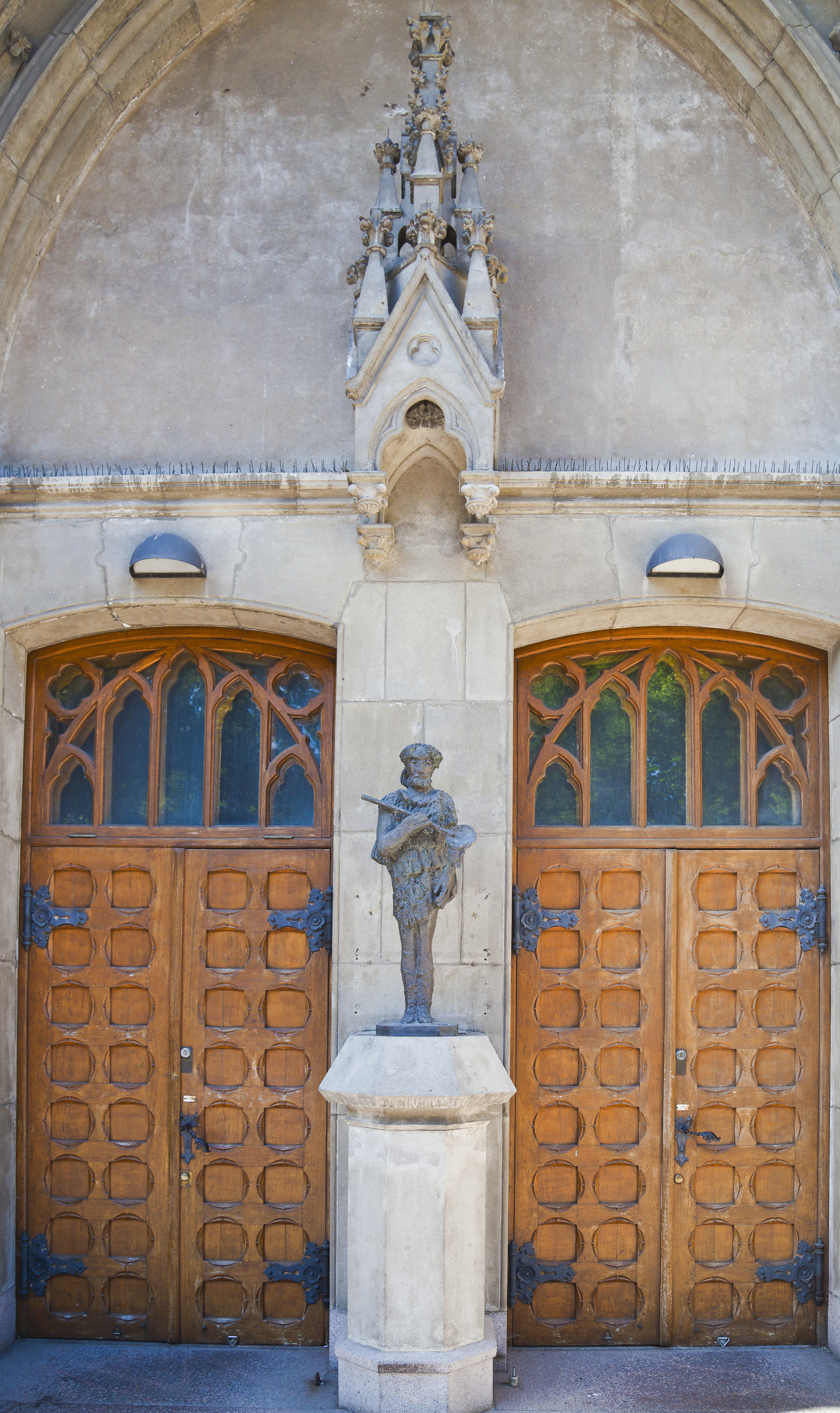
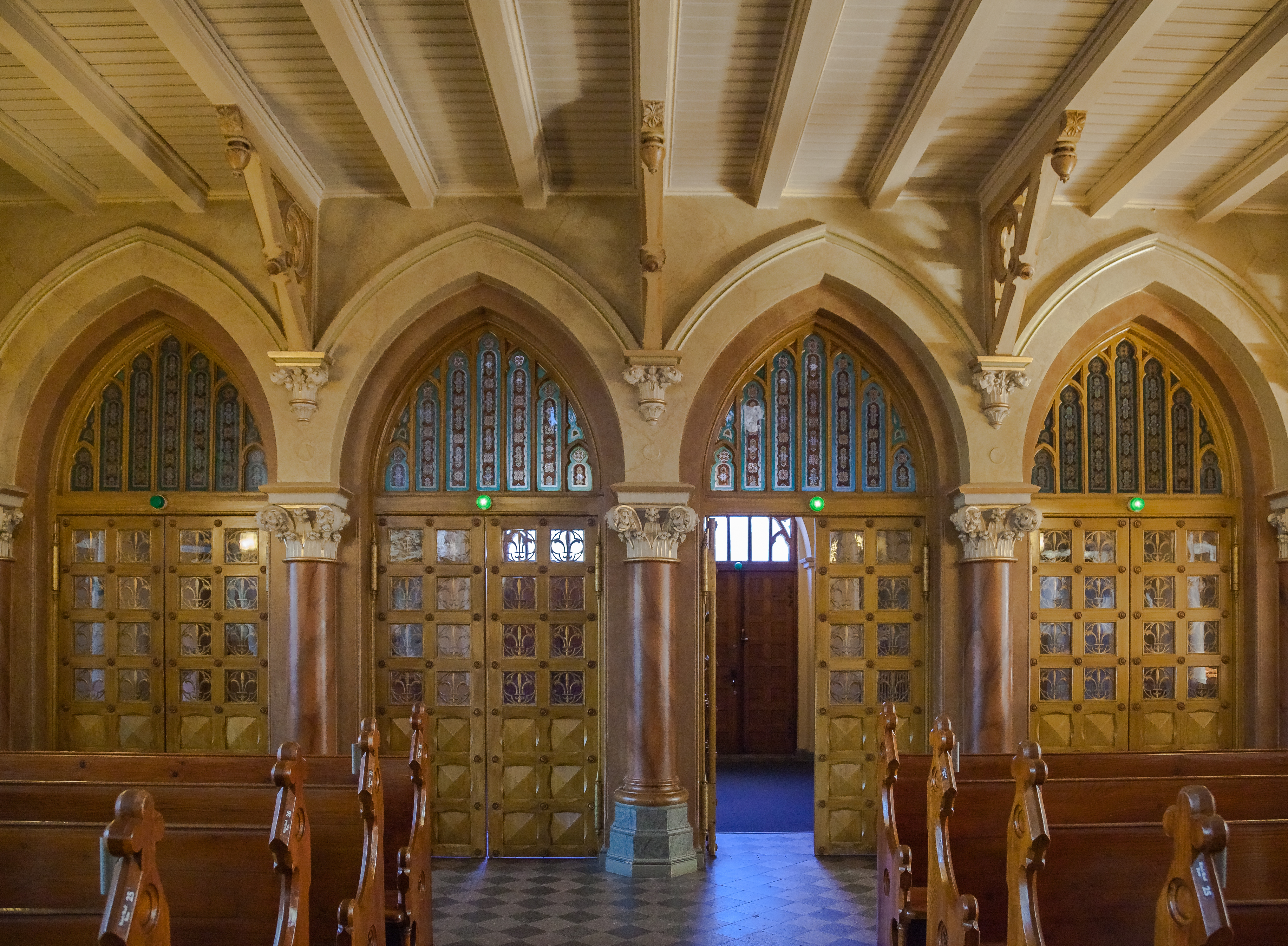
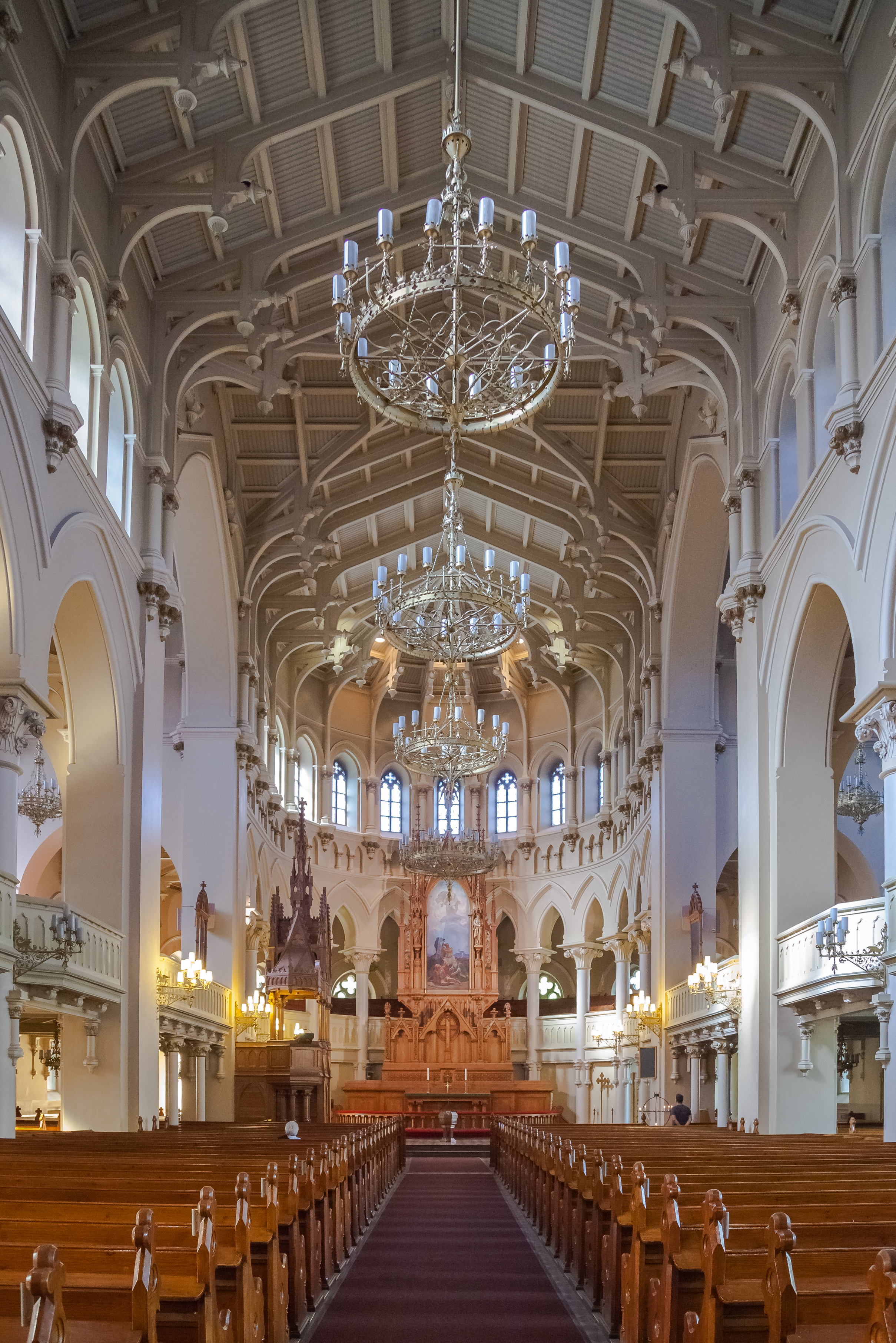
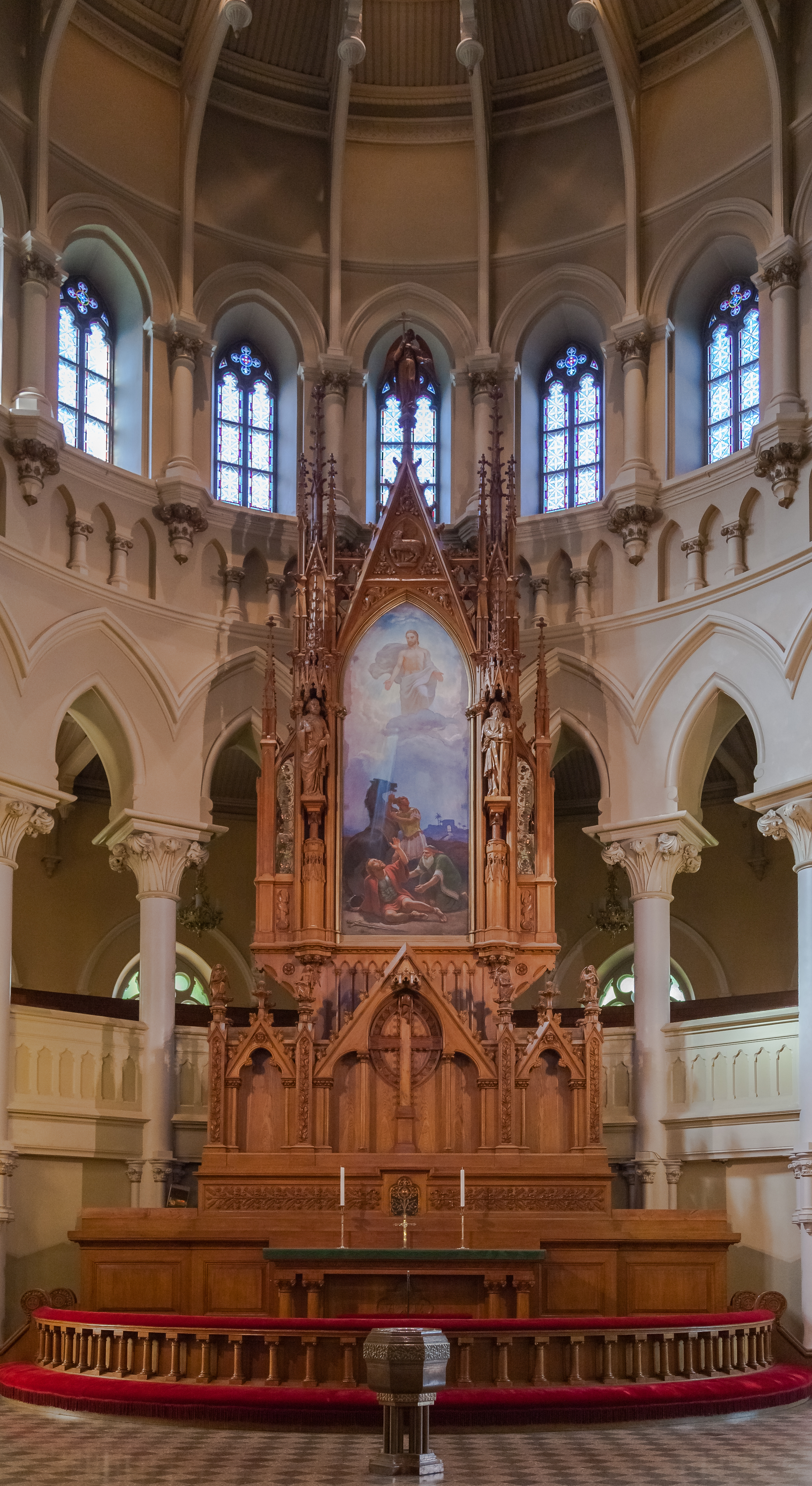
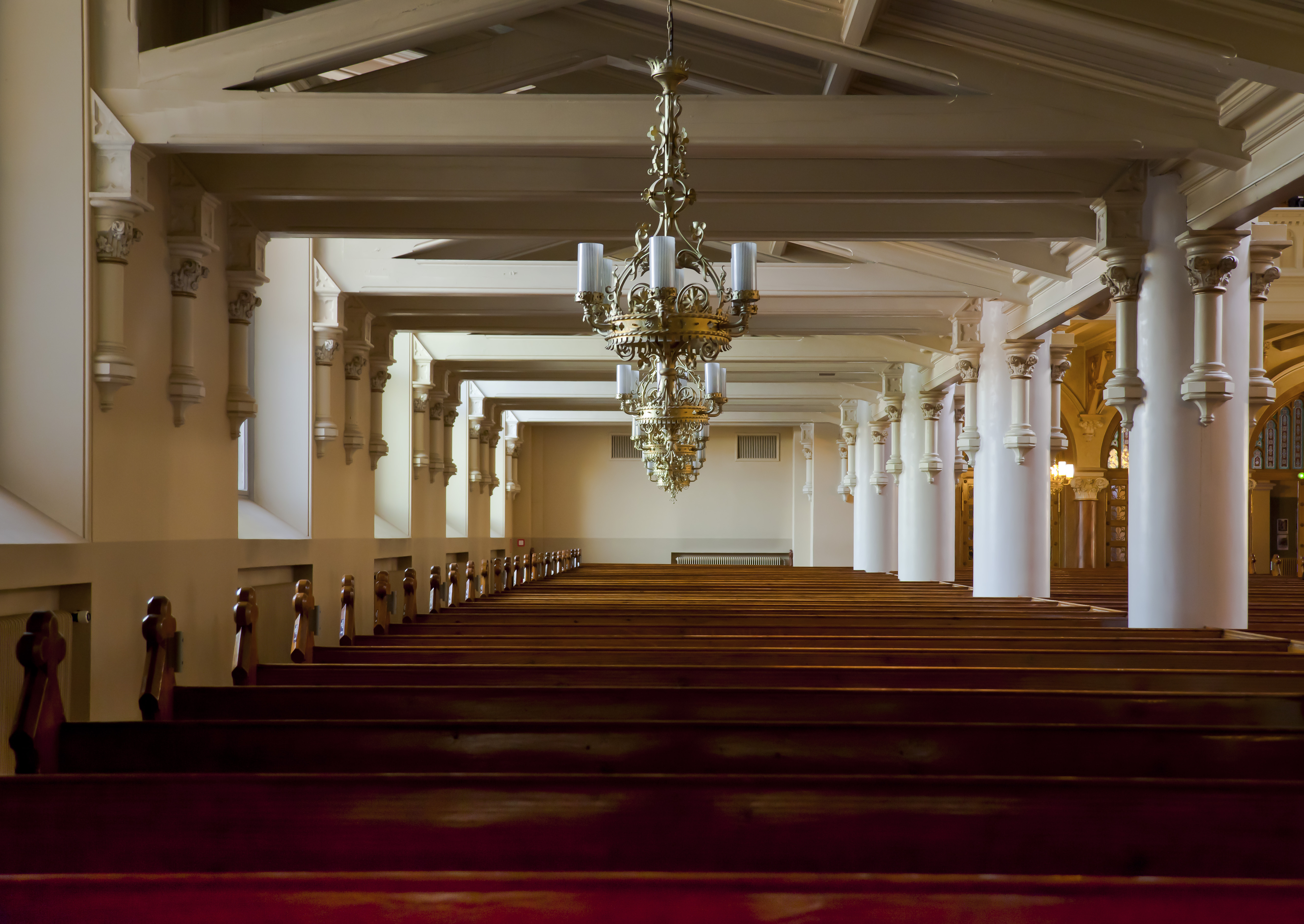
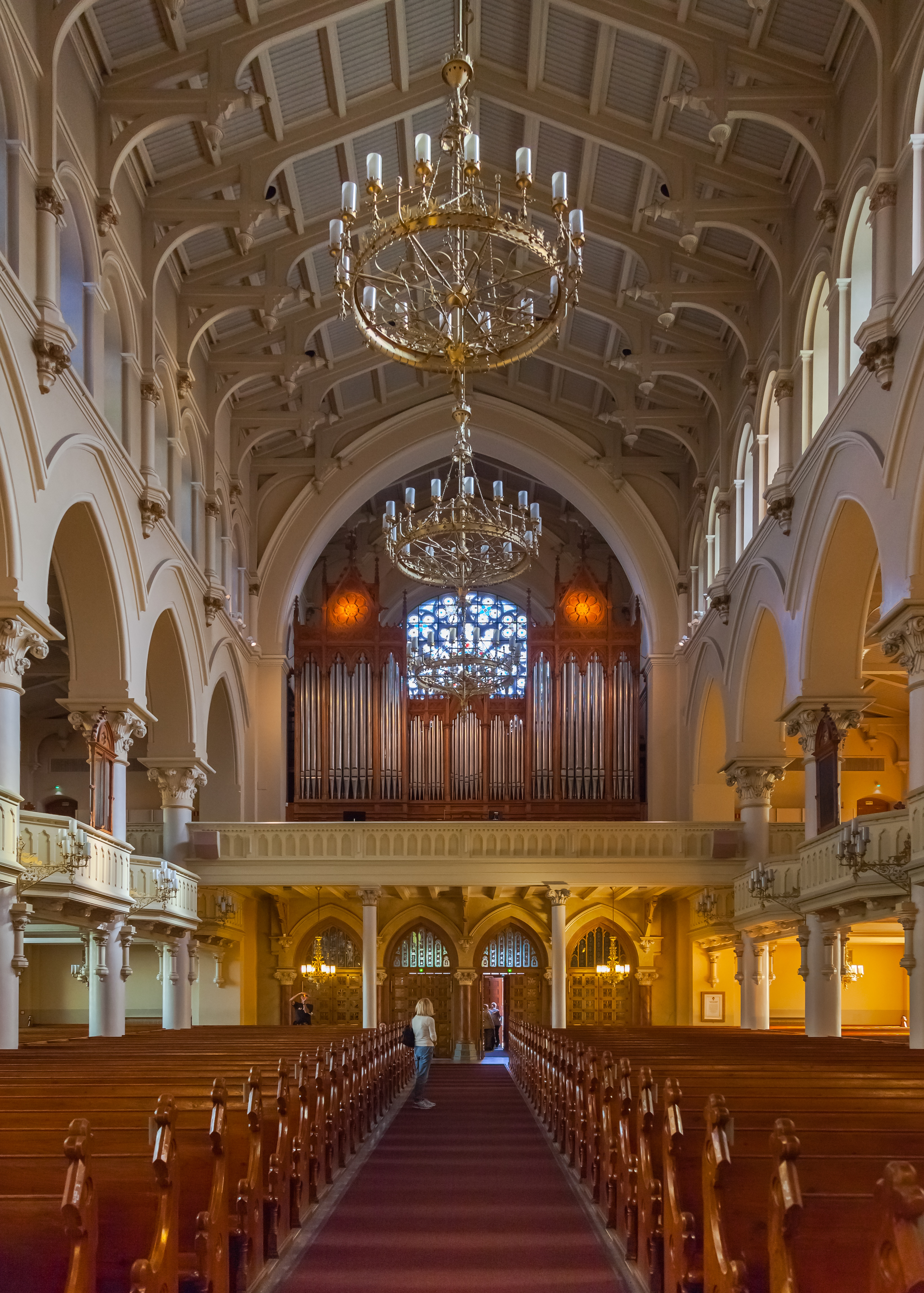
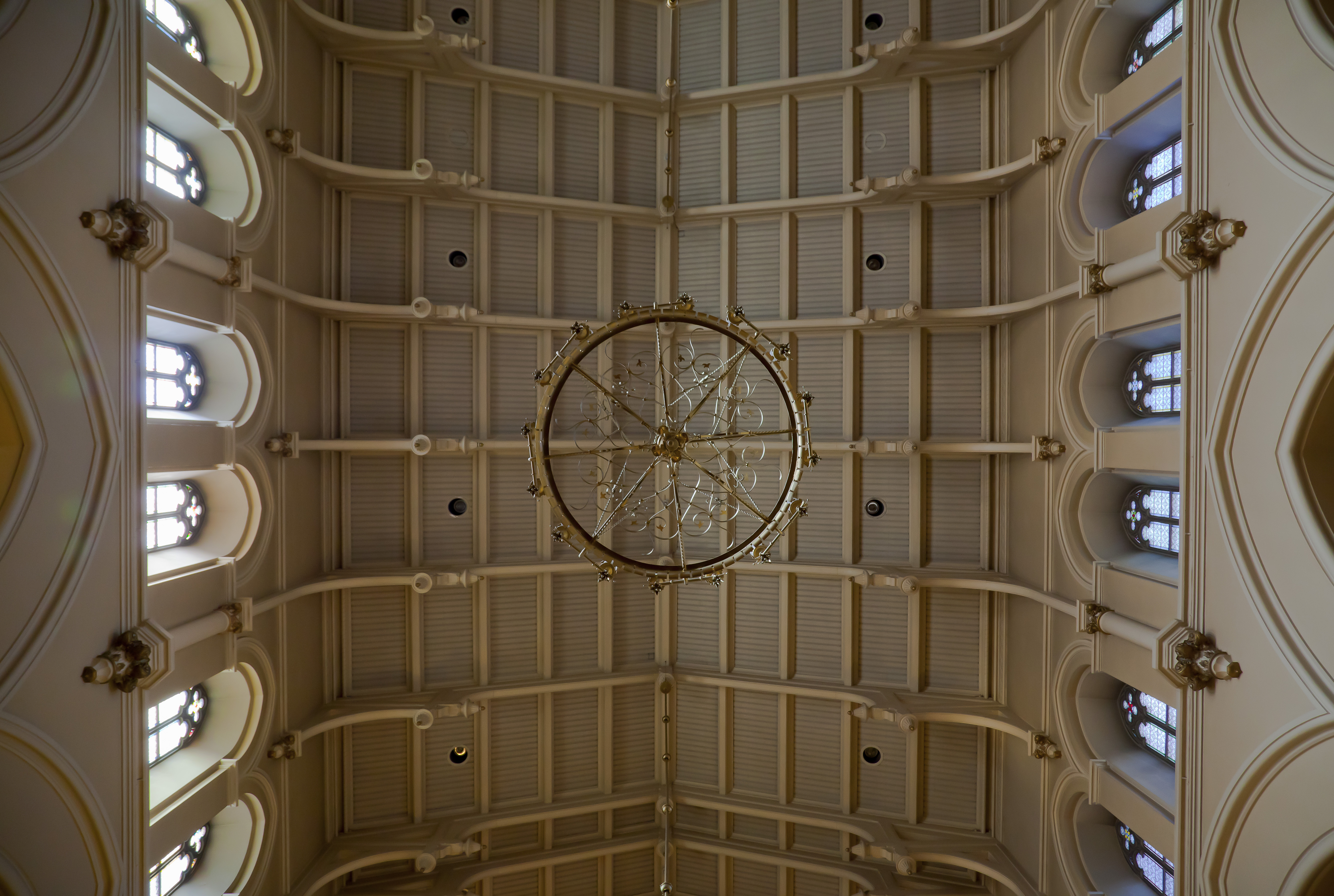